# Вулиця Духновича (Львів)
Вулиця Духновича — вулиця у Личаківському районі міста Львів, місцевість Великі Кривчиці. Пролягає від вулиці Кривчицька дорога углиб садибної забудови, завершується глухим кутом.

## Історія та забудова
Вулиця виникла у складі села Кривчиці, ймовірно, у першій третині XX століття. За радянських часів, у 1962 році отримала назву вулиця Атеїстів. Сучасна назва — з 1991 року, на честь Олександра Духновича, громадсько-політичного та освітньо-культурного діяча Закарпаття.
Забудована одноповерховими приватними будинками 1930-х—1960-х років у стилі конструктивізм.
Назву вулиця Духновича у 1946—1963 роках мала вулиця Окружна.